# 国内城

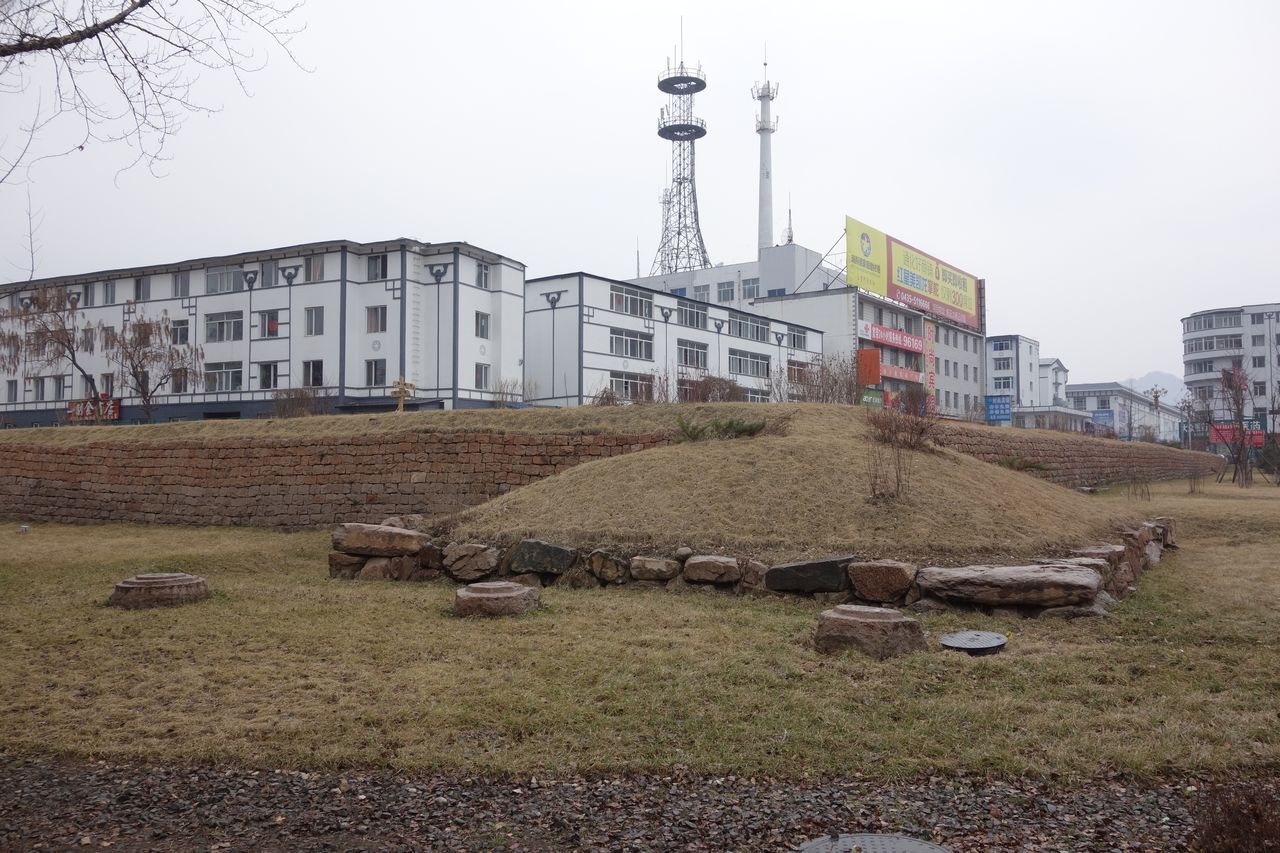
内城に見る土盛り

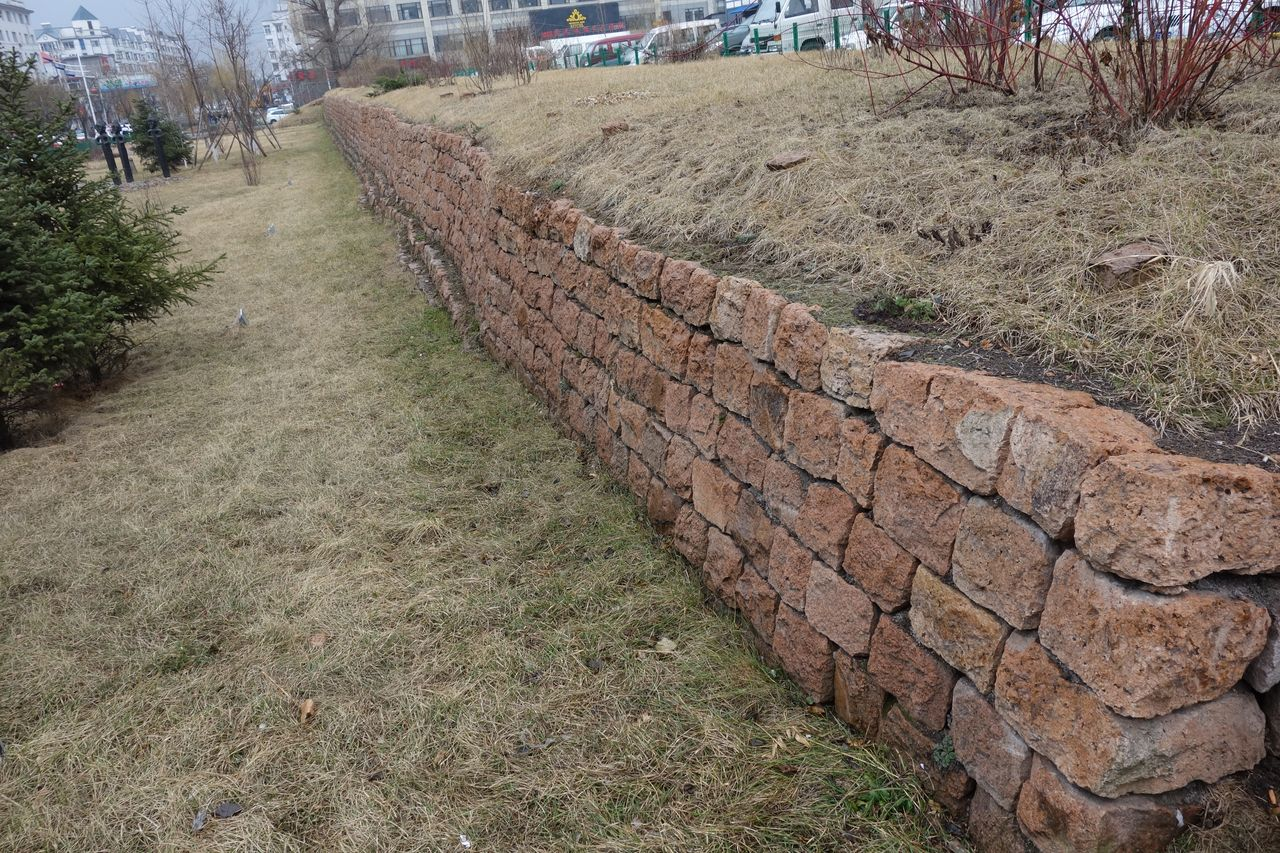
内城の城壁

国内城 (こくないじょう、朝鮮語: 국내성) は、満州と朝鮮半島に位置していた高句麗の首都であった。その外側の要塞の周囲は2,686mもある。
場所は、現在の中国東北部吉林省集安市の街中近くにある。その歴史的重要性と優れた建築物により、国内城は2004年に丸都城と五女城とともにユネスコの世界遺産「高句麗前期の都城と古墳」の一部として指定された。

## 参照項目
- 高句麗後期の古墳群
- 集安市の文化と観光